# Megachile terrestris
Megachile terrestris là một loài Hymenoptera trong họ Megachilidae. Loài này được Schrottky mô tả khoa học năm 1902.